# Magnus Daniel Omeis

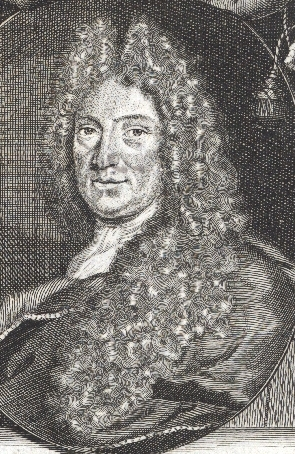
Magnus Daniel Omeis

Magnus Daniel Omeis (* 6. September 1646 in Nürnberg; † 22. November 1708 in Altdorf bei Nürnberg) war ein deutscher Dichter und Philosoph des Barock. Als Professor für Rhetorik, Poesie und Moral lehrte er an der Universität Altdorf, stand darüber hinaus ab 1697 unter dem Pseudonym Damon II. dem Pegnesischen Blumenorden vor, einer von Georg Philipp Harsdörffer gegründeten Sprach- und Literaturgesellschaft mit bukolischem Hintergrund. Von 1697 bis zu seinem Tod wirkte Omeis als vierter Präsident des Ordens.

## Leben und Werk
Omeis, Sohn des Diakons der Nürnberger Kirche St. Sebald, studierte zunächst Philosophie, später dann Theologie an der Altdorfina. 1667 erwarb er die Magisterwürde, ein Jahr später wurde er von Sigmund von Birken in den Pegnesischen Blumenorden aufgenommen. Nach Jahren der Arbeit als Hofmeister (u. a. in Wien) wurde er 1674 zum Professor berufen. Während seiner langen akademischen Laufbahn war Omeis mehrere Jahre lang Dekan der Philosophischen Fakultät in Altdorf, wurde außerdem zweimal zum Rektor ebendieser Hochschule gewählt. 1691 wurde er zum kaiserlichen Hofpfalzgrafen ernannt.
Der größte Teil seines Werkes ist (moral-)philosophischer Natur: Die 1669 veröffentlichte Ethica Platonica etwa beschäftigt sich mit den Grundsätzen des Platonismus, andere Schriften tragen Titel wie De voluptate, De parsimonia oder De aequitate. Omeis’ Poetik Gründliche Anleitung zur teutschen accuraten Reim- und Dichtkunst (Nürnberg 1704) hingegen versucht Regeln für eine deutsche Literatursprache zu etablieren und zeichnet dabei ein Bild vom Sprachbegriff und den orthographischen Gebräuchen des Blumenordens. Im Jahr 1708 erschien seine biografisch-historische Arbeit zu Nürnberger Schriftstellern De claris quibusdam in Orbe Literato Norimbergensibus.
1677 heiratete Omeis die in Spanien geborene Maria Rostia, die ebenfalls Mitglied des Blumenordens war. Er starb 1708 im Alter von 62 Jahren in Altdorf.

## Werke (Auswahl)
- Schediasma De Quatuor Paradisi Fluminibus. Schoennerstaedt, Altdorf 1675. (Digitalisat)
- Prolusiones Academicae. Meyer, Altdorf 1677. (Digitalisat)
- Epicurus ab infami dogmate, quod summum bonum consistat in obscoena corporis voluptate. (Resp. Andrea Will) Meyer, Altdorf 1779. (Digitalisat)
- De Fortitvdine Togata. Meyer, Altdorf 1680. (Digitalisat)
- Der nützliche Baumgarten an dem hochfeyerlichen Myrten-Fest des wolEdel-preißwürdigen Selinto. Meyer, Altdorf 1681. (Digitalisat)
- Exercitatio academica de symbolo heroico, Italis impresa, Gallis devise dicto. (Resp. Hermann Brever) Meyer, Altdorf 1686. (Digitalisat)
- De Eruditis Germaniae Mulieribus. (Resp. Christoph Christian Händel) Meyer, Altdorf 1688. (Digitalisat)
- Dissertatio moralis generalior De affectvvm moderamine. (Resp. Johann Julius Körner) Meyer, Altdorf 1692. (Digitalisat)
- De jvrejvrando, ac speciatim quoque academico, positionum selectiorum decas. (Resp. Johann Andreas Pube) Meyer, Altdorf 1700. (Digitalisat)
- Compendium ethicum, methodo syntetica aretologiam & eudæmonologiam perspicuis præceptis & exemplis proponens. Endter, Nürnberg 1701. (Digitalisat)
- Gründliche Anleitung zur teutschen accuraten Reim- und Dichtkunst durch richtige Lehr-Art, deutliche Reguln und reine Exempel vorgestellet: worinnen erstlich von den Zeiten der Alten und Neuen Teutschen Poesie geredet. Michahelles & Adolph, Nürnberg 1704. (Digitalisat)
- Compendivm Rhetoricvm Topologiae cumprimis & Pathologiae fundamenta perspicue monstrans & Exemplis illustrans. Endter, Nürnberg 1705. (Digitalisat)
- Dissertatio moralis de parsimonia. (Resp. Christian Friedrich Bischoff) Meyer, Altdorf 1707. (Digitalisat)